# Sana (Burkina Faso)
Pour les articles homonymes, voir Sana.
Sana – appelé Tamoussa en sénoufo – est une commune rurale située dans le département de Samorogouan de la province de Kénédougou dans la région des Hauts-Bassins au Burkina Faso.

## Géographie
Sana est situé à environ 18 km au nord-ouest de Samorogouan (29 km par la route) et à 5 km au sud-ouest de Kongolikoro. Les deux principaux quartiers du village sont Kayinama et Kanfugussi tandis que les lieux-dits de brousse sont Setiogossigué, Gorikongo, Zékoun, Kadjadagagui et Fokayouné. La commune est irriguée par quatre marigots que sont Wonou, Taahga, Diobalasso et Massakogo.
Les trois principales ethnies à Sana sont les Sénoufos, les Bolons et les Peuls.

## Administration
Dépendant sur le plan administratif du maire de Samorogouan (où le village a deux conseillers administratifs) dans ses rapports à l'État et pour l'organisation des services publics, le village de Sana répond également à une chefferie traditionnelle tenue par le chef coutumier (Koulfo) qui assure le respect et l'adoration des lieux sacrés et le chef du village (Kanhafolo) qui l'administre localement ; à Sana ces deux chefferies sont fusionnées. Cette chefferie est transmise de manière patrilinéaire au sein de la famille Traoré et passe à l'homme le plus âgé dans la grande famille paternelle de l'ancien chef à sa mort ; la généalogie du chef coutumier est : Kayidiognara, Zégué, Dougougnogo, Naziguizé, Gnara (venu de Sindo), Otozanga, Nabouzigué, Konmonyiri, Klazanga et Klabèrè.

## Économie
L'économie de la commune repose sur l'agriculture de subsistance (mil, maïs, sorgho, haricot, arachides et riz) ainsi que sur la culture de rente du coton depuis 1960. Sana a sept Groupements de producteurs de coton (les GPCs Sébé Ala ye, Djigui sèmè, Tiéporogo naza, Éléphant, Faso dèmè, Faso Nyataga et Limania) dans le village ainsi que deux associations de culture (une par quartier) et une association de femmes. L'élevage (bœufs, chèvres, moutons, volailles) est aussi pratiqué.

## Santé et éducation
Le centre de soins le plus proche de Sana est le centre de santé et de promotion sociale (CSPS) de Bléni. Le village possède un puits à grand diamètre réalisé par l'État en 1984 et deux forages fonctionnels creusés en 2000 et 2005.
La commune possède un centre d'alphabétisation depuis 1995 et une école primaire de trois classes ouverte en 2008 mais les études secondaires doivent se faire au collège de Samorogouan.

## Religion
Historiquement de religion traditionnelle reposant sur le fétichisme, Sana continue à le pratiquer avec l'adoration de cinq grands fétiches que sont : le « Konon » (dans le quartier Kayinama) originaire de Nazana au Mali, le « Gnan » (dans le quartier Kayinama) originaire de Bléni. Il existe de même des lieux sacrés que sont Djinabii, Dugo et Tagué (le lieu d'initiation).
Les monothéismes sont représentés par le catholicisme – depuis la venue du père-missionnaire Blanqueart – sans avoir de lieu de culte, et l'islam sunnite qui possède une mosquée au centre du village.

## Culture
Sana possède un groupe de joueurs de balafon, ainsi que des joueurs de zapégué (pour les adorations) et que de tam-tam karsouyé (pour les initiations).